# Кухиња: Рат за хотел
Кухиња: Рат за хотел (рус. Кухня. Война за отель) руска је ТВ серија која се емитује од 27. новембра 2019. године на мрежи СТС. Серија је наставак ситкома Кухиња и Хотел Елеон. Серију снимају продукције Art Pictures Vision и
Black Box Production.  У Србији серија се премијерно емитовала од 19. јануара 2021. на телевизији Б92.

## Синопсис
Пожар је потпуно уништио хотел у власништву Елеоноре Андрејевне Галанове . Она оптужује њеног бившег супруга Дмитрија Нагијева. Као резултат дугих суђења, Елеонора је лишена новца, због чега се преселила у Капри, где дане проводи у друштву вина и младог италијанског љубавника, са којим слика портрете.
Нагијев планира да отвори „Сочи руски Лас Вегас“ - велики туристички комплекс у Сочију са казином и хотелом. У међувремену, Виктору Баринову нуди се да постане ректор кулинарске академије, коју чак планирају да назову његовим именом. Откривши да Нагијев планира да изгради летовалиште, Елеонора одлучује да се освети бившем супругу, јер је запалио хотел „Елеон“. Она брзо купује и отвара хотел „Нови Елеон“, како би се вратила у ред најбољих хотелијера.
Елеонора на посао позива њену кћерку Катју, која се посвађала са супругом Денисом, менаџера Михајла Џековича, који доживљава кризу и бившег супружника Виктора Баринова, који без свог потписа о раскиду ексклузивног уговора са старим хотелом не може да постане ректор кулинарске академије .
„Нови Елеон“ такође запошљава нове раднике, међу којима се истичу амбициозни рецепционер Александар и главни инжењер хотела, девојка Варвара. Девојка Нагијева сматра биолошким оцем. Насупрот хотелу „Нови Елеон“, Дмитриј Нагијев отвара свој „Казино у Сочију" и прави све врсте сплетки како би наговорио Елеонору да што брже прода хотел за најмањи износ.

## Ликови
- Дмитриј Назаров као Виктор „Витја” Петрович Баринов, шеф кухиње ресторана „Altitude”, касније и власник хотела „Нови Елеон”
- Дмитриј „Дима” Владимирович Нагијев као он,  власник „Казино Сочи”
- Јелена Ксенофонтова као Елеонора „Ела” Андрејевна Галанова, прва Витјина жена и власница хотела „Нови Елеон”
- Григориј Сијатвинда као Михаил Џекович, управник хотела „Нови Елеон”, а потом и директор ресторана Altitude
- Марија Улианова као Варвара Дмитријевна Чернова „Варја”, главни инжењер бутик хотела „Нови Елеон”, биолошка ћерка Дмитрија Нагијева
- Владислав Ценев као Александар Пивоваров „Саша”, рецепционар, а касније и управник хотела „Нови Елеон”
- Валерија Феодорович као Екатерина „Катја” Викторовна Семјонова, ћерка Витје и Елеоноре Андрејевне, шеф кухиње ресторана „Altitude”/ресторана „Katrin”
- Михаил Башкатов као Денис „Ден” Андрејевич Крилов, Катјин муж, кувар ресторана „Altitude”, музичар
- Марина Моливгескаја као Јелена „Лена” Павловна Соколова, шеф кухиње, ректор Московске кулинарске академије, Витјина  жена